# 微小扇頭蜱
微小扇頭蜱为硬蜱科扇頭蜱屬下的一个种，在經濟上地位重要，因為牠會寄生在多個家畜的物種的身上，例如：牛隻、水牛、馬、驢、山羊、鹿、 豬及部份野生動物。本物種主要在亞洲生活，但亦有見於澳大利亞部份地區、馬達加斯加、 加勒比海及中、南美洲（包括墨西哥）。本物種過往亦曾出現於美國，但自從美墨邊境嚴格執行檢查之後，在美國的出現機率大幅陸低。1917年，時任美國路易斯安那州州長的Ruffin Pleasant簽署法令，以剷走在當地牛隻生長的本物種

## 參看
- 寄生於寵物的蜱